# Оанча (комуна)
Оанча (рум. Oancea) — комуна у повіті Галац в Румунії. До складу комуни входять такі села (дані про населення за 2002 рік):
- Оанча (1421 особа)
- Слобозія-Оанча (162 особи)

Комуна розташована на відстані 228 км на північний схід від Бухареста, 55 км на північ від Галаца, 143 км на південь від Ясс.

## Населення
За даними перепису населення 2002 року у комуні проживали 1583 особи. Усі жителі комуни рідною мовою назвали румунську.
Національний склад населення комуни:
| Національність | Кількість осіб | Відсоток |
| -------------- | -------------- | -------- |
| румуни         | 1574           | 99,4%    |
| цигани         | 9              | 0,6%     |

Склад населення комуни за віросповіданням:
| Релігія       | Кількість осіб | Відсоток |
| ------------- | -------------- | -------- |
| православні   | 1566           | 98,9%    |
| п'ятдесятники | 10             | 0,6%     |
| бретрени      | 7              | 0,4%     |